# John Hume

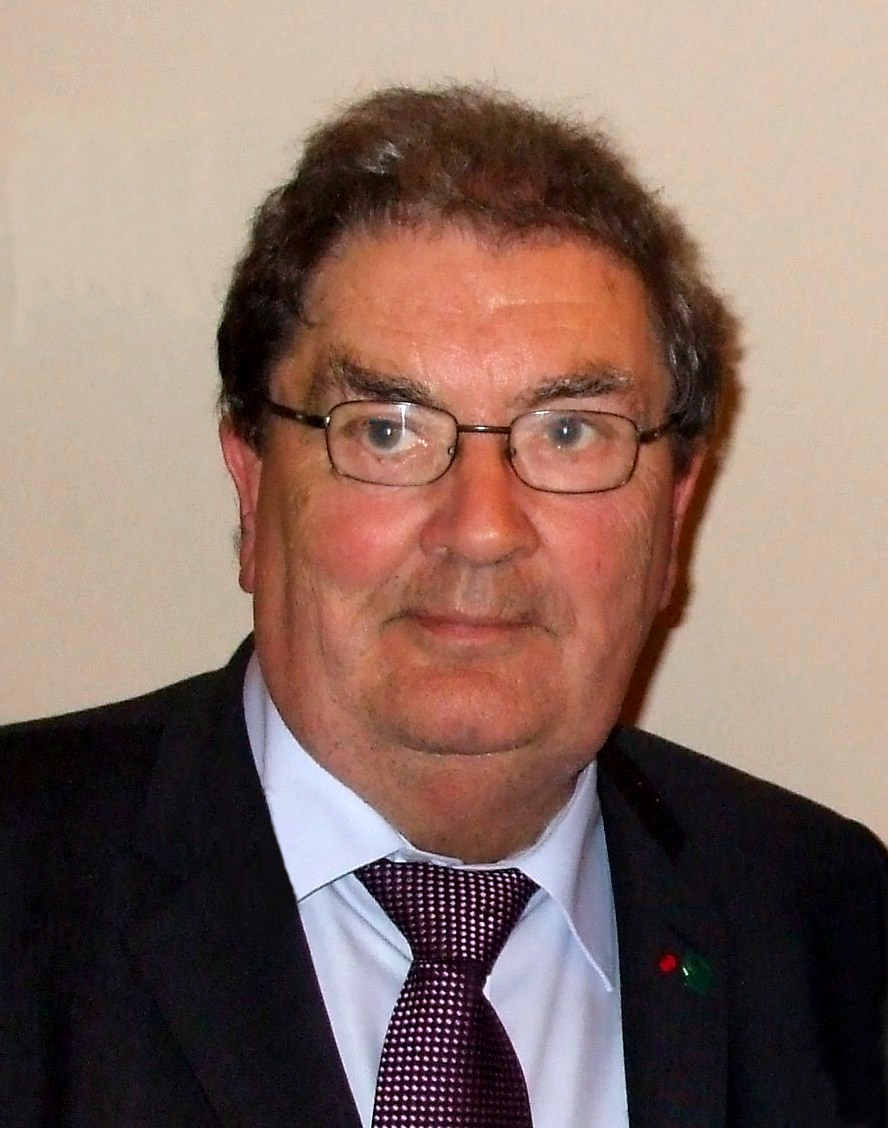
John Hume

John Hume (* 18. Januar 1937 in Derry/Londonderry; † 3. August 2020 ebenda) war ein nordirischer Politiker. Er war Mitbegründer und Vorsitzender der Social Democratic and Labour Party (SDLP), die sich für eine gewaltlose Wiedervereinigung Irlands einsetzt. 1998 wurde John Hume gemeinsam mit David Trimble für seine Bemühungen um eine friedliche Lösung des Nordirlandkonflikts mit dem Friedensnobelpreis ausgezeichnet.

## Biographie

### Frühe Jahre und Ausbildung
John Hume kam als Sohn eines Werftarbeiters 1937 im nordirischen Derry auf die Welt. Er lebte in bescheidenen Verhältnissen und war als katholisches und irisches Kind bereits von Kindestagen an mit der Unterdrückung der irischstämmigen Katholiken durch die Protestanten konfrontiert, die ihre Wurzeln im britischen Teil des Vereinigten Königreiches haben. Er studierte an der National University und erwarb dort seinen Master of Arts, danach ging er als Forschungsstudent an das Trinity College in Cambridge; zeitgleich war er Gasthörer am Centre of International Affairs der Harvard University. Danach wurde John Hume Lehrer und begann in den 1960er-Jahren mit der politischen Arbeit, bei der er sich für die öffentlichen Interessen einsetzte.

### Politische Arbeit
1968 wurde John Hume zum Führer der Bürgerrechtsbewegung Non-violent civil rights in Derry, ein Jahr später wurde er als unabhängiger Kandidat ins nordirische Parlament gewählt. 1970 gründete John Hume gemeinsam mit weiteren Mitstreitern die SDLP. Mit ihrem Programm, das sich für eine Wiedervereinigung Irlands ohne Gewalt einsetzt, positionierte sie sich zwischen der protestantisch-unionistischen Ulster Unionist Party (UUP) und der mit der IRA verbundenen katholisch-republikanischen Sinn Féin. Nach Auflösung der nordirischen Regierung und des nordirischen Parlamentes durch die Londoner Zentralregierung im Jahre 1972 und der von Katholiken boykottierten Abstimmung über die zukünftige staatliche Zugehörigkeit Nordirlands wurde 1973 eine neue Regionalversammlung gewählt, der auch John Hume angehörte. Der neuen, mit begrenzten Rechten ausgestatteten Regionalregierung, der erstmals auch Vertreter der katholischen Minderheit angehörten, gehörte Hume als Handelsminister an. Die Regionalversammlung und die Regierung wurden allerdings bereits 1974 infolge eines Streiks extremistischer Protestanten wieder aufgelöst.
In Derry gründete John Hume den Inner City Trust, eine Stiftung, die aus Vertretern sowohl der Katholiken als auch der Protestanten bestand und die sich zum Ziel setzte, die teilweise massiven Zerstörungen in der Innenstadt von Derry durch den Bürgerkrieg zu beseitigen. Außerdem konnte er durchsetzen, dass in der SDLP-Hochburg Derry der Bürgermeister jedes Jahr von einer anderen im Stadtrat vertretenen Partei gestellt wurde.
Von 1979 bis 2004 war John Hume Mitglied des Europäischen Parlaments in Brüssel, wo er sich vor allem im Ausschuss für Regionalplanung und in der Gemeinsamen Versammlung der Europäischen Union und der AKP-Staaten, also der Entwicklungsländer Afrikas, der Karibik und des Pazifik, einsetzte. Er wurde außerdem Co-Vorsitzender der Interparlamentarischen Gruppe für kulturelle und sprachliche Minderheiten. 1979 wurde Hume Parteivorsitzender der SDLP. Sein 1982 durch die Gründung des New Ireland Forum gestartetes Vorhaben, die Vereinigung von Nordirland mit der irischen Republik voranzutreiben, scheiterte an der republikanischen Partei Sinn Féin. 1983 wurde er erstmals in das britische Unterhaus gewählt, wo er bis 2005 den Wahlkreis Foyle vertrat.

### Friedensarbeit mit der IRA
Seine Gesprächsbereitschaft mit der Partei Sinn Féin sowie mit der Untergrundorganisation der IRA sorgte 1985 für Aufregung. Seine Gespräche mit dem Sinn-Féin-Vorsitzenden Gerry Adams trugen allerdings zu einem allmählichen Friedensprozess bei, der 1994 in einem bedingungslosen Waffenstillstand der IRA gipfelte, der 18 Monate eingehalten wurde. 
1998 wurde vom britischen Premierminister Tony Blair und dem irischen Präsidenten Bertie Ahern ein Nordirland-Friedensplan ausgearbeitet, an dem Hume maßgeblich beteiligt war. Dieser wurde als Karfreitagsabkommen bekannt. Am 15. August erschütterte ein Bombenattentat in Omagh mit 25 Todesopfern durch eine Splittergruppe der IRA erneut die Friedenspläne, eine Beruhigung erfolgte jedoch über die weltweite Unterstützung der Friedensbemühungen und die Ablehnung weiterer Gewalt von allen Seiten. Am 10. Dezember erhielt John Hume gemeinsam mit David Trimble, dem Vorsitzenden der UUP, den Friedensnobelpreis für ihre intensiven Bemühungen im Friedensprozess in Nordirland. 2004 kündigte John Hume an, sich ganz aus der Politik zurückzuziehen, und gab im Jahr 2005 Parteivorsitz und Unterhausmandat an Mark Durkan ab.

### Ehrungen
Neben dem Friedensnobelpreis erhielt Hume viele weitere Auszeichnungen für seine Arbeit, darunter den Hessischen Friedenspreis, den Four Freedoms Award in der Kategorie Meinungsfreiheit und den Sean-McBride-Preis sowie den Gandhi-Friedenspreis der indischen Regierung. Im Oktober 2010 wurde er vom Publikum des irischen Fernsehsenders RTÉ zur „bedeutendsten Person in der irischen Geschichte“ (“the greatest person in the history of Ireland”) gewählt.
2012 wurde er von Papst Benedikt XVI. zum Großkomtur (Knight Commander) des Päpstlichen Ritterordens vom heiligen Gregor dem Großen für sein Engagement um die Katholische Soziallehre ernannt.

## Tod
Hume starb am 3. August 2020 in einem Pflegeheim in Derry. Er wurde 83 Jahre alt.

## Weiterführende Literatur
- John Hume: Personal views, politics, peace and reconciliation in Ireland, Town House, Dublin 1996.
- John Hume: Derry beyond the walls: social and economic aspects of the growth of Derry, Ulster Historical foundation, Belfast 2002.
- Barry White: John Hume: a statesman of the troubles, Blackstaff, Belfast  1984.
- George Drower: John Hume: man of peace, Gollancz, London 1995.
- Paul Routledge: John Hume: a biography, Harper-Collins, London 1997.
- Gerard Murray: John Hume and the SDLP: impact and survival in Northern Ireland, Irish Academic Press, Dublin 1998.